# Буленберг
Буленберг (њем. Buhlenberg) општина је у њемачкој савезној држави Рајна-Палатинат. Једно је од 96 општинских средишта округа Биркенфелд. Према процјени из 2010. у општини је живјело 513 становника. Посједује регионалну шифру (AGS) 7134016.

## Географски и демографски подаци
Буленберг се налази у савезној држави Рајна-Палатинат у округу Биркенфелд. Општина се налази на надморској висини од 480 метара. Површина општине износи 8,4 km². У самом мјесту је, према процјени из 2010. године, живјело 513 становника. Просјечна густина становништва износи 61 становника/km².